# Lepthyphantes centromeroides
Lepthyphantes centromeroides este o specie de păianjeni din genul Lepthyphantes, familia Linyphiidae, descrisă de Kulczynski, 1914. Conține o singură subspecie: L. c. carpaticus.